# Aspiral
Aspiral es el noveno álbum de estudio de la banda neerlandesa de metal sinfónico Epica. Fue lanzado el 11 de abril de 2025 a través de Nuclear Blast.
El álbum retomó la serie "A New Age Dawns", iniciada en Consign to Oblivion (2005) y continuada en Design Your Universe (2009).

## Lanzamiento y promoción
El 13 de noviembre de 2024, Epica lanzó su nuevo sencillo "Arcana", tras interpretar la canción en sus conciertos de Symphonic Synergy en los Países Bajos en septiembre.
El 30 de enero de 2025, se lanzó el segundo sencillo del álbum, "Cross the Divide", junto con un video musical. La banda anunció que su nuevo álbum Aspiral, se lanzaría el 11 de abril de 2025 y ya estaba disponible para preordenar.
El 12 de marzo de 2025, la banda lanzó el tercer sencillo del álbum, "T.I.M.E." (acrónimo de "Transformation, Integration, Metamorphosis and Evolution"), junto con un video musical y el anuncio de múltiples giras mundiales para promocionar el álbum.

## Lista de canciones
| N.º | Título                                                   | Duración |  |
| 1.  | «Cross the Divide»                                       | 4:18     |  |
| 2.  | «Arcana»                                                 | 5:02     |  |
| 3.  | «Darkness Dies in Light (A New Age Dawns, Part VII)»     | 7:59     |  |
| 4.  | «Obsidian Heart»                                         | 5:04     |  |
| 5.  | «Fight to Survive – The Overview Effect»                 | 6:10     |  |
| 6.  | «Metanoia (A New Age Dawns, Part VIII)»                  | 7:17     |  |
| 7.  | «T.I.M.E.»                                               | 3:58     |  |
| 8.  | «Apparition»                                             | 4:12     |  |
| 9.  | «Eye of the Storm»                                       | 4:43     |  |
| 10. | «The Grand Saga of Existence (A New Age Dawns, Part IX)» | 6:50     |  |
| 11. | «Aspiral»                                                | 5:39     |  |

## Personal
Epica
- Simone Simons – Voz principal, voces secundarias
- Mark Jansen – Voz gutural, guitarra rítmica
- Isaac Delahaye – Guitarra líder, rítmica y acústica, caja orquestal, timbales orquestales
- Coen Janssen – Sintetizadores, piano, caja orquestal, timbales orquestales, arreglos corales y orquestales
- Rob van der Loo – Bajo
- Ariën van Weesenbeek – Batería, voz gutural secundaria, caja orquestal, timbales orquestales